# 摩瑞氏棘鰍
摩瑞氏棘鰍（學名：A. mooreh），為輻鰭魚綱鯉形目條鳅科的其中一個種，分布亞洲印度半島淡水流域，本魚體延長呈圓柱狀，眼大，口亞下位，具觸鬚3對，尾柄上部具一黑色圓斑，頭部及體側、背部具有不規則的深褐色斑紋，體色為淡褐色，腹部白色，背鰭具點狀斑紋、尾鰭具有數條橫紋，體長可達4.4公分，棲息在水質清澈、礫石底質的流動水域，生活習性不明。

## 扩展阅读
維基物種上的相關：摩瑞氏棘鰍